# Mantispa japonica
Mantispa japonica là một loài côn trùng trong họ Mantispidae thuộc bộ Neuroptera. Loài này được McLachlan miêu tả năm 1875.